# Unió Esportiva Maó
La Unió Esportiva Maó és un club de futbol menorquí de la ciutat de Maó.

## Història

Bandera blava i groga de l'antiga província marítima de Maó, origen dels colors del club.

El 16 de juny de 1907 es creà el Club Mahonés de Foot-ball, a l'escalf de l'Ateneu Científic, Literari i Artístic de Maó. L'any 1908 i 1909 fou campió de Menorca i el 1909 fou campió de Balears derrotant el Veloç Sport.
L'any 1916 adoptà el nom Maó Foot-ball Club. Aquells anys aparegueren nous clubs com el Seislan Foot-ball Club, fundat el 1917, i el Menorca Foot-ball Club, fundat el 1918. El 1921, el Maó FC s'independitzà de l'Ateneu, esdevenint Maonès Foot-ball Club. El 17 de novembre de 1922, els clubs Maonès FC i Seislan FC es fusionaren esdevenint Unió Sportiva Maó. El nou club fou campió de Menorca el 1924. El 1926 fou campió balear, títol que repetí el 1927 i el 1928, aquest darrer fou el primer campionat oficial balear. Aquest triomf el portà a participar per primer cop en el campionat d'Espanya de 1928, essent el primer club balear en participar en aquesta competició. La temporada 1950-51 ascendí per primer cop a Tercera Divisió. La temporada 1954-55 es proclamà per primer cop campió de tercera i disputà la fase d'ascens a segona.
L'any 1974, la UE Maó es fusionà amb el Club Esportiu Menorca creant el Club de Futbol Sporting Maonès. El club continuà competint en futbol base, i en categoria absoluta es creà la Unión Deportiva Seislán, jugant amb samarreta blanca i pantaló negre. Després d'una llarga batalla legal, l'any 2001 el club fou autoritzat a competir amb el nom i símbols de l'antic club.

## Presidents
Font:
| - Ramón Bustamante (1922-1927) - Juan Viale (1927-1930) - Antonio Cardona (1930-1940) - Poncio Jover (1940-1947) - Miguel Taltavull (1947-1951) - Antonio Lliteras (1951-1954) - Juan Viale (1954-1956) - Rafael Vidal (1956-1958) | - José Gardes (1960-1961) - Mario Gomila (1960-1962) - Bernardo Seguí (1962-1966) - José Martínez (1966-1967) - Antonio Orfila (1967-1970) - Gabriel Monjo (1970-1975) - Rafael Vidal (1975-1983) - Octavio Vidal (1983-1986) | - José Sastre (1986-2002) - Raimon Benosa (2002) - Francisco Carretero (en funcions, 2003) - Isabel Petrús (2003-2007) - Rafael Olives (2007-2012) - José Saavedra (2007-avui) |

## Entrenadors
Entrenadors de la UE Maó des de 1949 excepte els anys (1975-1984 i 1987-2001.
| - Antonio Riudavets (1949-1950) - Antonio Segui (1950-1951) - Miguel Borràs (1951-1952) - Josep Planas (1952-1953) - Rafael Vidal (1953-1954) - Rafael Barroso (1954-1955) - José Valero (1955-1959) - Josep Valle (1959-1965) - Martín Vences (1965-1967) - Juan García Balado (1967-1968) - Felipe Mesones (1968-1970) - Antonio Petrús, Acisclo Domínguez i Ramón Finestres (1970) - Antonio Petrús (1970-1971) - A. Vera (1971-1972) | - Antonio Tudurí (1973) - Gerard Gatell (1973-1974) - Dani San Anastasio (1984-1987) - Saturnino Martínez (1987) - Santi Medina (2001-2002) - Pedro Galdona (2002-2003) - Nando Andreu (2003-2004) - Jesús Carretero (2004-2005) - Manolo Muñoz (2005-2007) - Bartolomé 'Tolo' Petrús (2007-2009) - Elías Noval (2009-2011) - Lito Alzina (2011-2012) - Joan Melià (2011-2015) - Juan Romero (2015-avui) |

## Palmarès
- Tercera Divisió espanyola de futbol: 
  - 1955, 1956, 1963, 1966, 1967

## Estadi
El club juga al camp de Sant Carles, amb capacitat per a 1.400 espectadors.El camp fou construït el 1924.